# 小隐蜂鸟
小隐蜂鸟（学名Phaethornis longuemareus）在生物分类学上是蜂鸟科隐蜂鸟亚科中的一个种。

## 生态环境
小隐蜂鸟居住在森林里潮湿阴暗的下层丛林。

## 分布地域
小隐蜂鸟主要居住和繁殖于以下区域：从墨西哥到巴拿马，从秘鲁东部横穿哥伦比亚直到委内瑞拉和特立尼达岛。

## 特征
它能在白天遇到危险的情况下变色